# Stefan Kamiński (księgarz)
Stefan Kamiński (ur. 20 maja 1907 w Obrytkach, zm. 14 listopada 1974 w Krakowie) – polski księgarz, antykwariusz, wydawca i bibliofil związany z krakowskim środowiskiem artystycznym.

## Życiorys

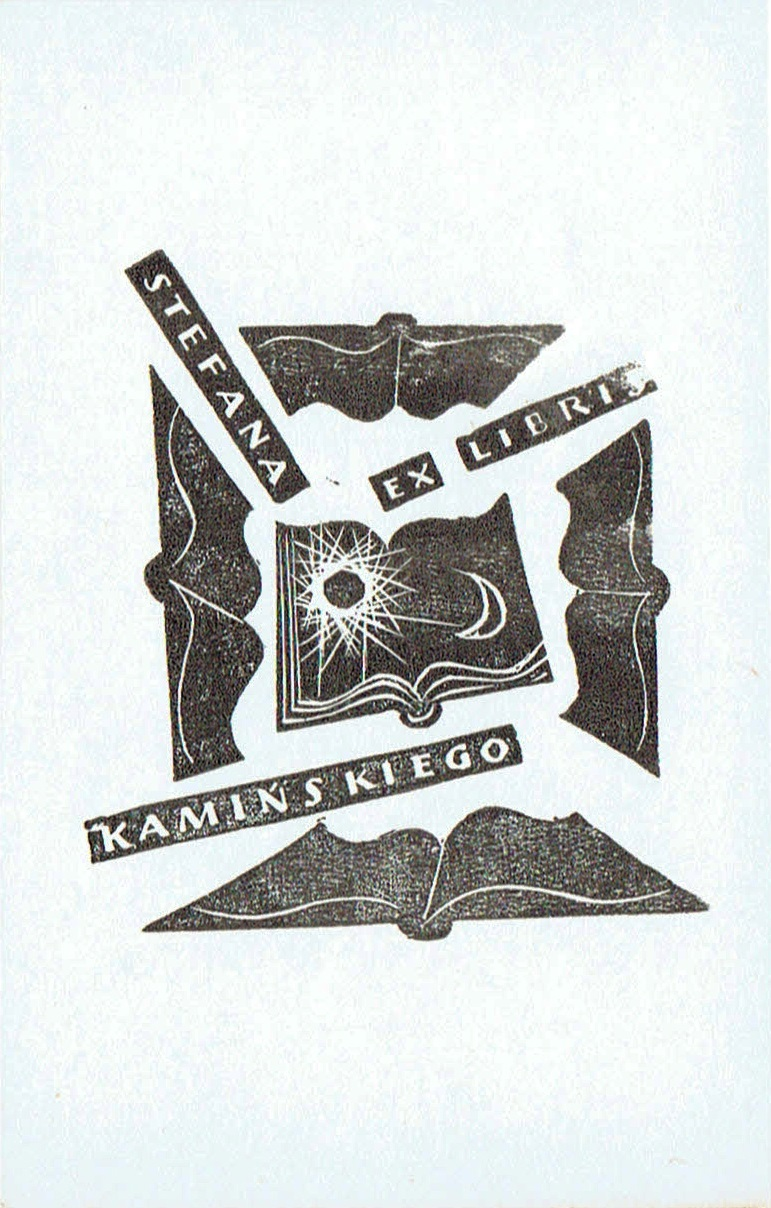
Prywatny ekslibris Kamińskiego

Urodził się jako czwarty z dziewięciorga dzieci Makarego i Michaliny z Olszewskich.

### Działalność do 1939
Naukę zawodu rozpoczął jako praktykant księgarstwa, w latach 1923–1926 był zatrudniony w księgarni Feliksa Nawrockiego w Sejnach. Następnie przeniósł się do Krakowa, gdzie zaczął pracę w Księgarni Jagiellońskiej oraz Księgarni Towarzystwa Szkół Ludowych, której kierownikiem był do 1932. Wtedy stał się udziałowcem Księgarni „Nauka i Sztuka”, mieszczącej się przy ul. Podwale 6 (od 1939 był jej jedynym właścicielem). Zajmowała się ona również działalnością wydawniczą. Pierwszą książką wydaną nakładem „Nauki i Sztuki” był zbiór felietonów Zygmunta Nowakowskiego Niemcy à la minute (1933). Wśród pozostałych wydawnictw znalazły się m.in. Zaklęty dwór Heleny Zakrzewskiej (z ilustracjami Jerzego Fedkowicza, 1934) i Akademia Urwipołcia Stanisława Helstein-Helińskiego (znanego pod pseudonimem Jerzy Kryszand; 1937). W księgarni przy ul. Podwale utworzył w 1936 dział antykwaryczny oraz wspomnienia Antoniego Stawarza Gdy Kraków kruszył pęta (1939; z czasów wyzwolenia Krakowa z rąk austriackich w roku 1918; nakład został zniszczony przez Niemców w czasie okupacji).
Do 1939 Kamiński był właścicielem następujących firm antykwarycznych w Krakowie: księgarni przy ul. Podwale 6, księgarni przy ul. Floriańskiej 13, wypożyczalni książek przy ul. Pierackiego 1 oraz księgarni i wypożyczalni przy ul. Krakowskiej 18. W okresie międzywojennym był również członkiem krakowskiego Towarzystwa Miłośników Książki, w którego biuletynie publikował liczne felietony.

### Okres II wojny światowej
W czasie II wojny światowej, po wkroczeniu wojsk niemieckich do Krakowa, Kamiński zajął się działalnością konspiracyjną. W 1942 utracił dotychczasowy lokal przy ul. Podwale i przeniósł się do nowej siedziby przy ul. Karmelickiej 29. Korzystając ze swojej drukarni, znajdującej się w podziemiach kamienicy, wydawał do 1945 pisma polityczne „Dziennik Polski”, „Kurier Powszechny”, „Małopolski Biuletyn Informacyjny”, „Rzeczpospolita Polska”, ulotki i odezwy oraz instrukcje wojskowe (drugą drukarnię podziemną prowadził przy ul. Poselskiej). Wśród współpracowników Kamińskiego w okresie okupacji niemieckiej znaleźli się m.in. Jerzy Andrzejewski, Jan Dobraczyński, Zofia Kossak-Szczucka, Jalu Kurek, Juliusz Kydryński, Karol Irzykowski, Czesław Miłosz, Zofia Starowieyska-Morstinowa, Kazimierz Wyka oraz kilkudziesięciu profesorów, a także twórcy literatury dziecięcej – w tym Zofia Rogoszówna, Witold Zechenter i Wojciech Żukrowski. Ostatni z tych autorów napisał w czasie okupacji dla wydawnictwa Kamińskiego książkę Porwanie w Tiutiurlistanie, opublikowaną w 1946. Oprócz konspiracyjnej działalności wydawniczej zajmował się pomocą i ukrywaniem Żydów.

### Dalsza działalność i śmierć
Po 1945 Kamiński rozszerzył swoją działalność, otwierając oddziały w Katowicach i Łodzi. Sytuacja jego firmy zmieniła się w 1950, kiedy nowo powstały Dom Książki przejął księgarnie i antykwariaty prowadzone przez osoby prywatne. Kamińskiemu pozwolono prowadzić antykwariat, jednak już w nowym lokalu, przy ul. Świętego Jana 3, którym kierował do śmierci w 1974.
Zmarł w Krakowie, spoczął na cmentarzu Rakowickim (kwatera LXI-płd.-10).

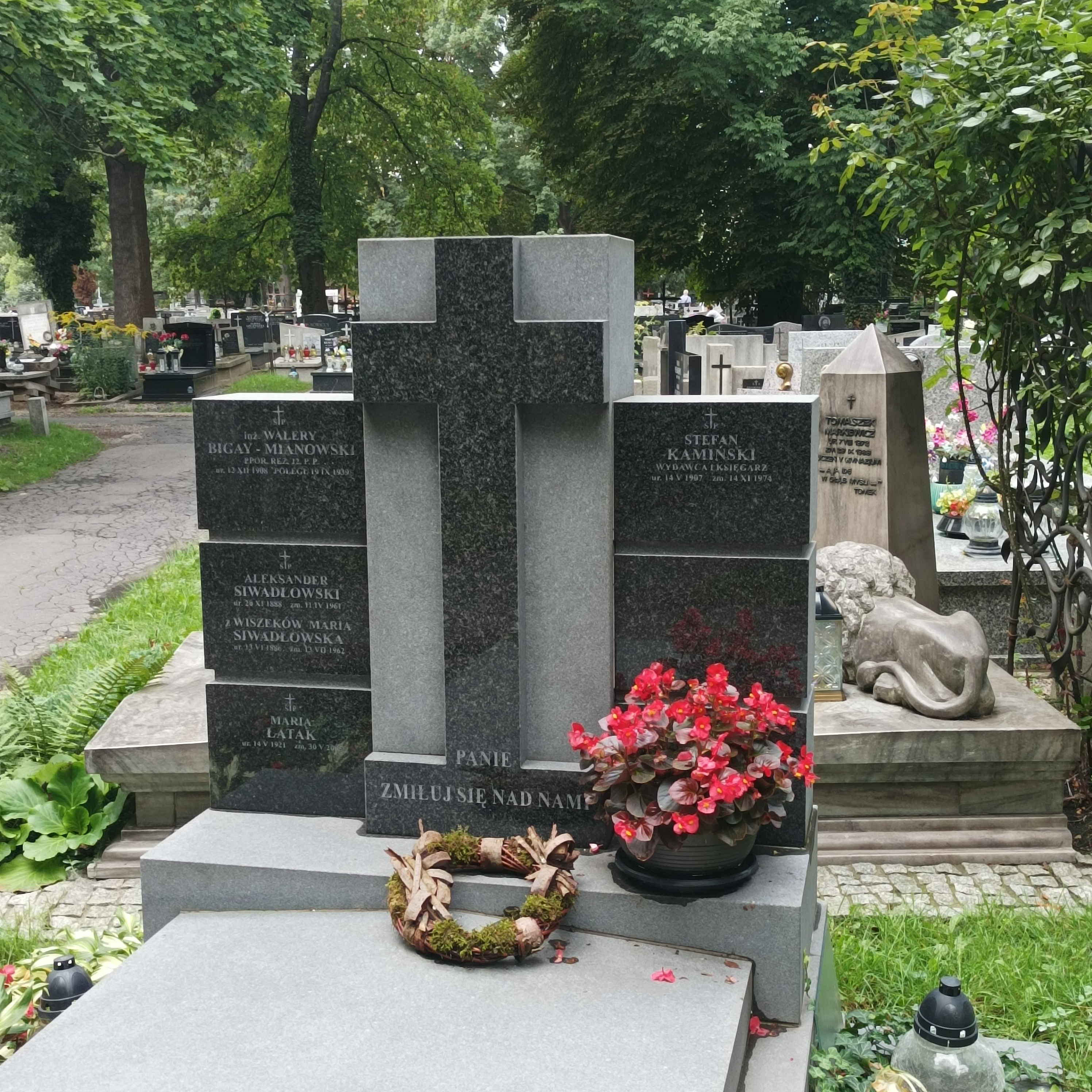
Grób Stefana Kamińskiego na cmentarzu Rakowickim w Krakowie

## Odznaczenia
- Złoty Krzyż Zasługi[2]
- Złota Odznaka „Za Pracę Społeczną dla miasta Krakowa” (17 lipca 1972)[11]
- Medal Sprawiedliwy wśród Narodów Świata (pośmiertnie, 1993)[12][13]

## Upamiętnienie
Antykwariat z wypożyczalnią książek przy  ul. św. Jana 3 w Krakowie od śmierci Kamińskiego prowadziła jego bratanica, Krystyna Kamińska-Samek. Z początkiem 2020 r. nowym właścicielem Antykwariatu Kamiński został Grzegorz Małachowski. W miejscu działalności drukarni podziemnej przy ul. Karmelickiej 29 w 1986 Stowarzyszenie Księgarzy Polskich ufundowało tablicę pamiątkową.

## Galeria zdjęć

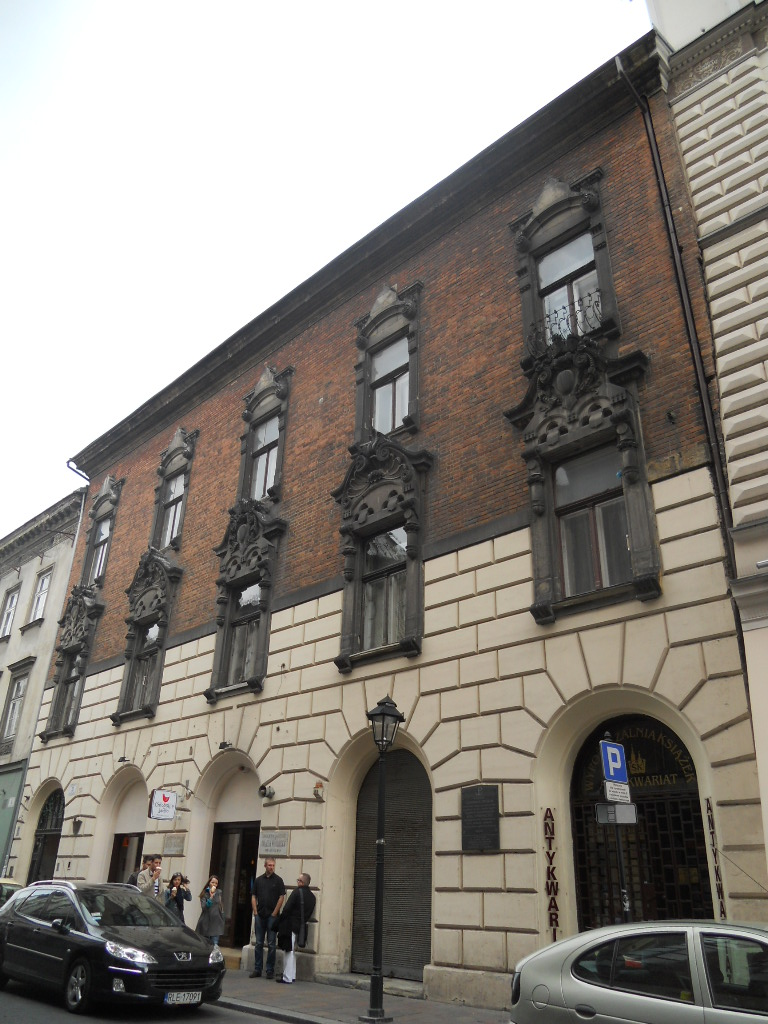
Kamienica przy ul. Świętego Jana 3 w Krakowie
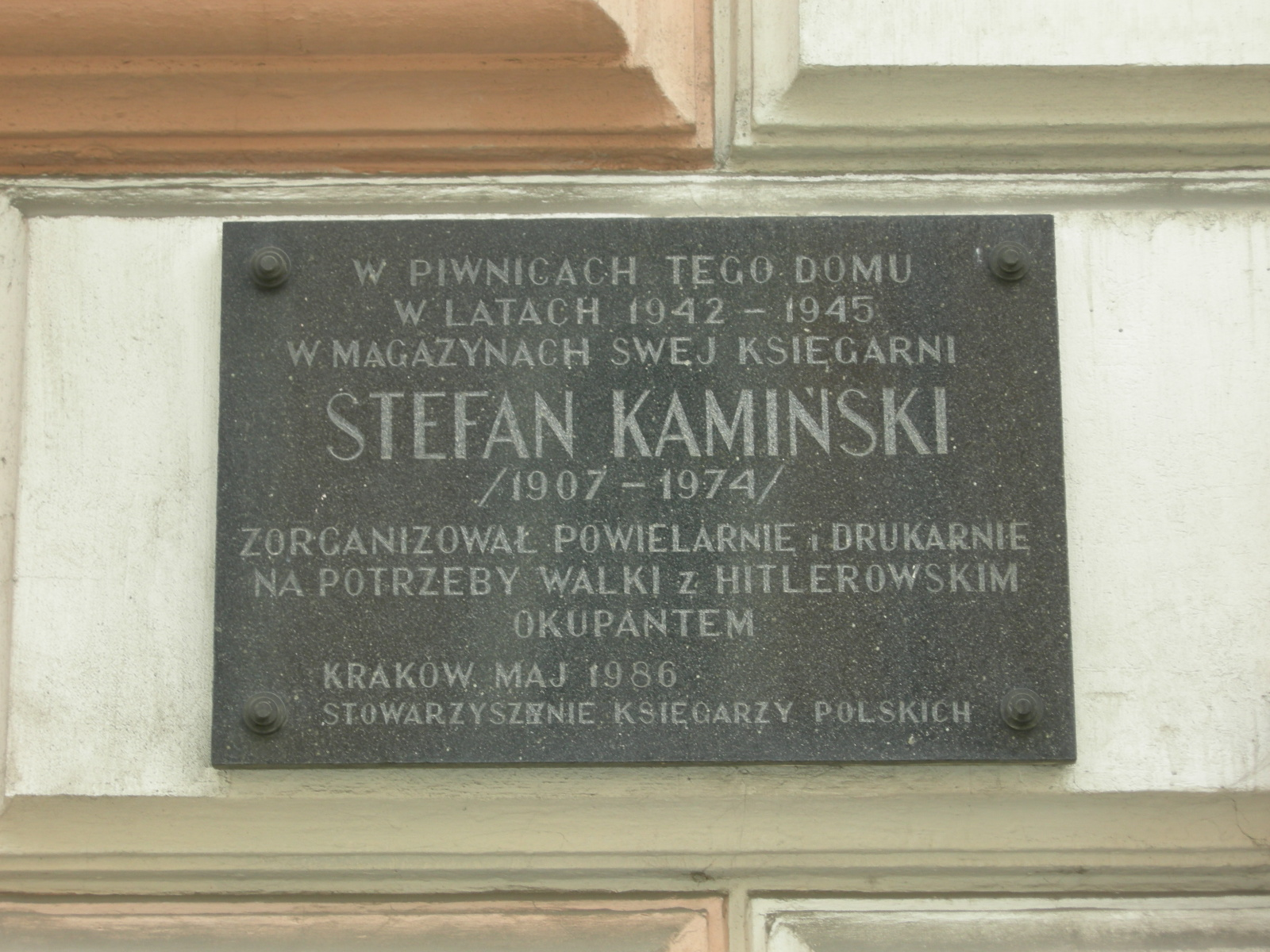
Tablica pamiątkowa przy ul. Karmelickiej 29 w Krakowie
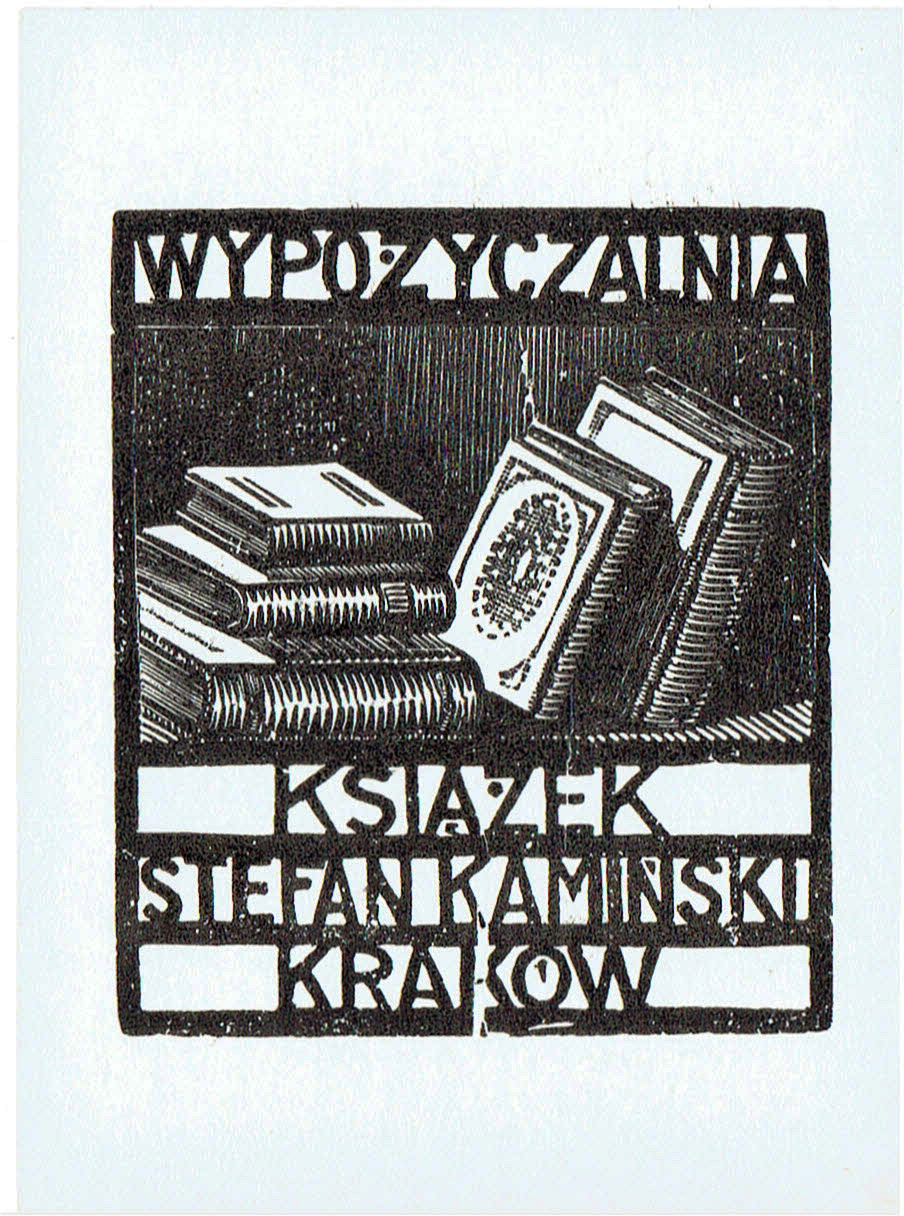
Ekslibris wypożyczalni książek Kamińskiego
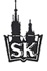
Logotyp antykwariatu Kamińskiego